# Célie Brunius
Gerda Cecilia (Célie) Afrodite Brunius, född Cleve den 6 december 1882 i Uppsala, död den 21 december 1980 i Lidingö församling i Stockholms län, var en svensk journalist. Hon var gift med August Brunius.

## Biografi

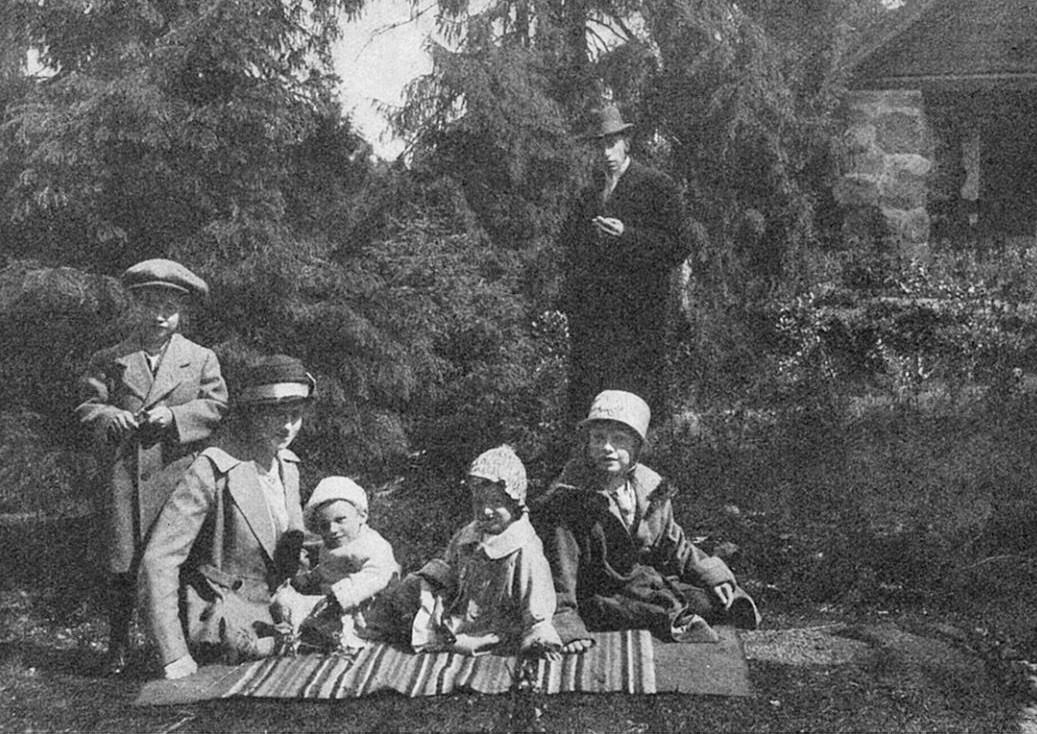
Hela familjen Brunius framför Villa Backen i Lidingö, 1918.

Hon var dotter till professor Per Teodor Cleve och författaren Alma Cleve, samt syster till Astrid Cleve och Agnes Cleve-Jonand. 
Célie Brunius var 1907–1921 medarbetare i Svenska Dagbladet, huvudredaktör för Bonniers veckotidning 1927–1929, för Bonniers månadstidning 1930–1939 och Nordens tidning 1943–1947. Hon var ordförande i yrkeskvinnors klubb i Stockholm 1934–1942, ordförande i Yrkeskvinnors riksförbund 1942–1944 och styrelseledamot i Rädda barnen från 1943. Brunius utgav bland annat Sin egen tjänare (1917), Husmoderns rådgivare (1919) och Frankrike väntar (1944). Célie Brunius redigerade även det kulturhistoriska verket Alla kvinnors bok (1944).
Hon gifte sig 1908 med skriftställaren August Brunius (1879–1926). De fick sex barn: 1. Kerstin Hult (1909–1985), gift med medicine doktor Hans Hult, 2. Göran Brunius (1911–2005), konstnär, gift med Inga Lindroth, 3. Ulla Menárd (född 1914), gift med direktören René Ménard, Paris, 4. Marianne Trägårdh (1916–2006), modedirektör, gift med köpmannen Clas Emil Trägårdh, 5. Clas Brunius (1920–1998), journalist, gift med Gull Malm, och 6. Teddy Brunius (1922–2011), docent i Uppsala, gift med Ulla Hökerberg. Makarna Brunius är begravda på Lidingö kyrkogård.